# 芝亮
芝 亮（しば りょう）は、ゲイであることを公表し多様性社会を唱える、NY州で弁護士活動を行う国際弁護士。

## 来歴
東京都に生まれる。わんぱく相撲の都大会で上位入賞し、東京大学教育学部附属中等教育学校へ推薦入学。前期課程終了後、早稲田大学高等学院へ推薦入学。早稲田大学法学部卒業。フォーダム大学ロースクール修士課程修了ののち、NY州司法試験合格。
趣味は日本舞踊。オリジナルPodcast番組『しばりょうのいろはにほへと』主宰。

## 出演
- 人気Podcast番組『バイリンガルニュース』（第116回）
- ジョンカビラJ-WAVE『-JK RADIO- TOKYO UNITED』

## 書籍
- 「金木犀の向こう側」（2012年、文芸社）著書：しばりょう／葉良かひき